# 華山1914文化創意產業園區
華山1914文化創意產業園區（英語：Huashan 1914 Creative Park），又名華山1914園區，簡稱華山文創園區、華山文創，是位於臺灣臺北市中正區的複合式文化展演園區。該園區舊稱華山藝文特區（Huashan Art & Cultural Park），前身為台北酒廠，為臺北市市定古蹟，經多年閒置，在1999年起成為提供給藝文界、非營利組織及個人使用的藝術展覽、音樂表演等文化活動場地，成為臺北市西區重要的藝文展演場所。此外，園區內也有多間餐廳、咖啡館、店舖、藝廊、展廳等商業設施。

## 歷史

### 台北酒廠
台北酒廠創設於日治時期。1914年（日治大正3年），「日本芳釀株式會社台北酒造場」創立，專製清酒、蝴蝶蘭、人參酒，位在台北市樺山町80番地；1922年，由台灣總督府實施專賣制度予以收買，改稱為「台灣總督府專賣局台北酒工場」，以製造米酒及各種再製酒為主；1945年，第二次世界大戰後，由國民政府接收，改名為「台灣省專賣局台北酒工廠」；1949年，因台灣省專賣局改制為「臺灣省菸酒公賣局」，而改名為「臺灣省菸酒公賣局台北第一酒廠」。
台北第一酒廠早年生產價格低廉、以樹薯為原料的「太白酒」成為一般民眾日常消費的最愛。1950年代中期，台北第一酒廠的米酒產量逐漸增加，酒廠配合政府政策，研發各種水果酒，開始了台北第一酒廠的黃金時代，甚至獲得「水果酒工廠」的稱號。後因地價昂貴及台北水污染問題嚴重、不利釀酒，台北第一酒廠於1987年移至桃園縣龜山鄉（今桃園市龜山區）新廠，舊廠現作為華山文創園區使用。

### 日本樟腦株式會社台北支店工場
1918年（大正7年），日本樟腦株式會社台北支店在芳釀酒工場西北側設昇華工場，從事精製樟腦，此即為後來的精製工廠；1919年（大正8年），除了精製工廠外，另外建造數棟的紅磚造倉庫。1930年（昭和5年）再擴建工場一座，以試製精製粉末樟腦。此樟腦工場與臺灣總督府專賣局南門工場（今國立臺灣博物館南門園區），一為民營、一為官營，是日治中期臺灣僅有的兩處從事樟腦加工提煉的現代化工廠。
1947年，台灣省專賣局為加強生產起見，調整生產機構，增設樟腦、火柴、菸葉、酒業五公司，南門工場與昇華工場均納入該公司管理。1956年（民國45年），隨著時代變遷，樟腦滯銷，該年12月即裁撤樟腦局以及分支機構，改設樟腦煉製廠，再度改隸當時的菸酒公賣局管理。1967年（民國56年）隨著台灣天然樟腦數量減少，再加上當時民意機關要求開放民營的聲浪日漸升高，當時的公賣局遂結束樟腦煉製廠的業務。台北酒廠旁的樟腦精製工廠即在此時轉交給台北酒廠使用。1988年（民國77年），位於工場南側的第一乾餾工場，以及辦公廳等建物因審計部大樓的興建而拆除。
2007年（民國96年）5月，行政院文化建設委員會委託廠商進行修復再利用與景觀工程時，發現全台唯一留存的日治時期精製樟腦煙道，在同年10月正式被台北市文化局列為歷史建築，並列入華山文創園區當中。

### 閒置空間再利用

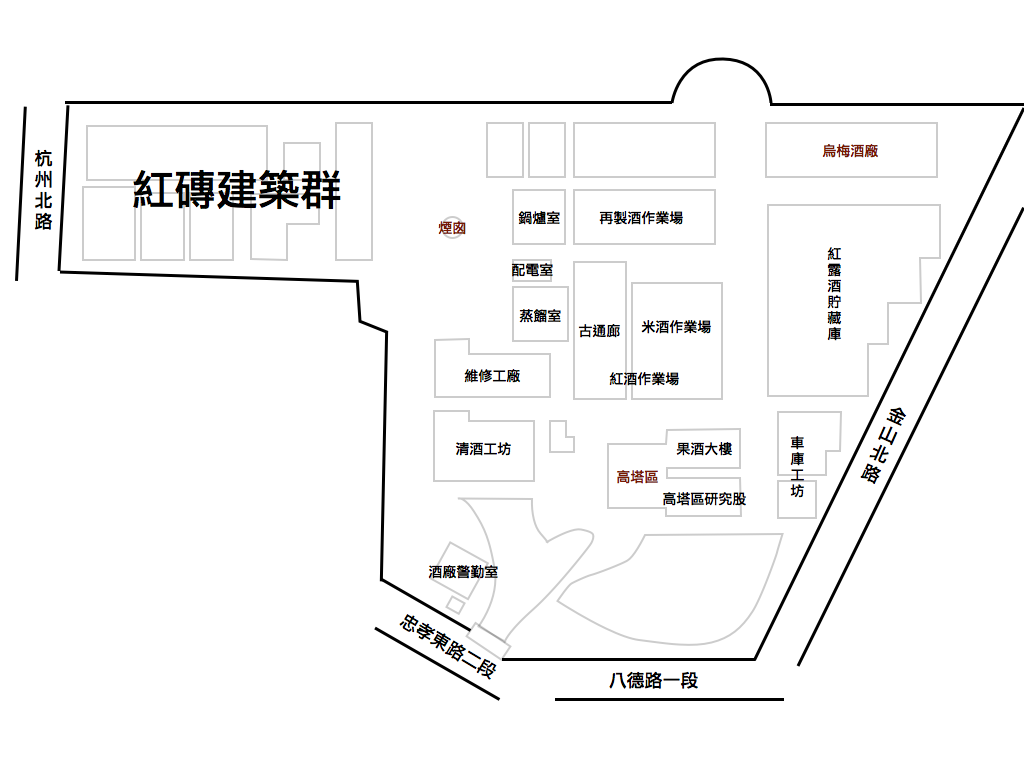
華山文化園區原古蹟名稱示意圖，深紅色字體者為華山園區中三大市定古蹟

1997年，各領域之藝文界人士開始推動閒置十年的台北第一酒廠再利用為一個多元發展的藝文展演空間。這一年，金枝演社在華山騎摩托車演出舞台劇《古國之神－祭特洛伊》，警方以《中華民國刑法》「竊佔國土罪」逮捕金枝演社創辦人王榮裕與金枝演社成員。李國修當時在現場觀賞，緊急連絡林懷民協助交保。這個事件也促成了華山藝文特區的建立。
臺灣省政府文化處與臺灣省菸酒公賣局協商，自1999年起，公賣局將舊酒廠委託臺灣省政府文化處代管，臺灣省政府文化處再委託「中華民國藝文環境改造協會」經營。台北酒廠乃正式更名為「華山藝文特區」，成為提供給藝文界、非營利組織及個人使用的創作場域。「華山」之名來自此區原為日本時代的樺山町，附近有樺山車站；「樺山」之名皆為紀念首任台灣總督樺山資紀而來。
精省後，華山轉由行政院文化建設委員會經管；2003年底，委由「橘園國際藝術策展股份有限公司」繼續經營，並朝向「創意文化園區」的目標轉型。

## 園區現況

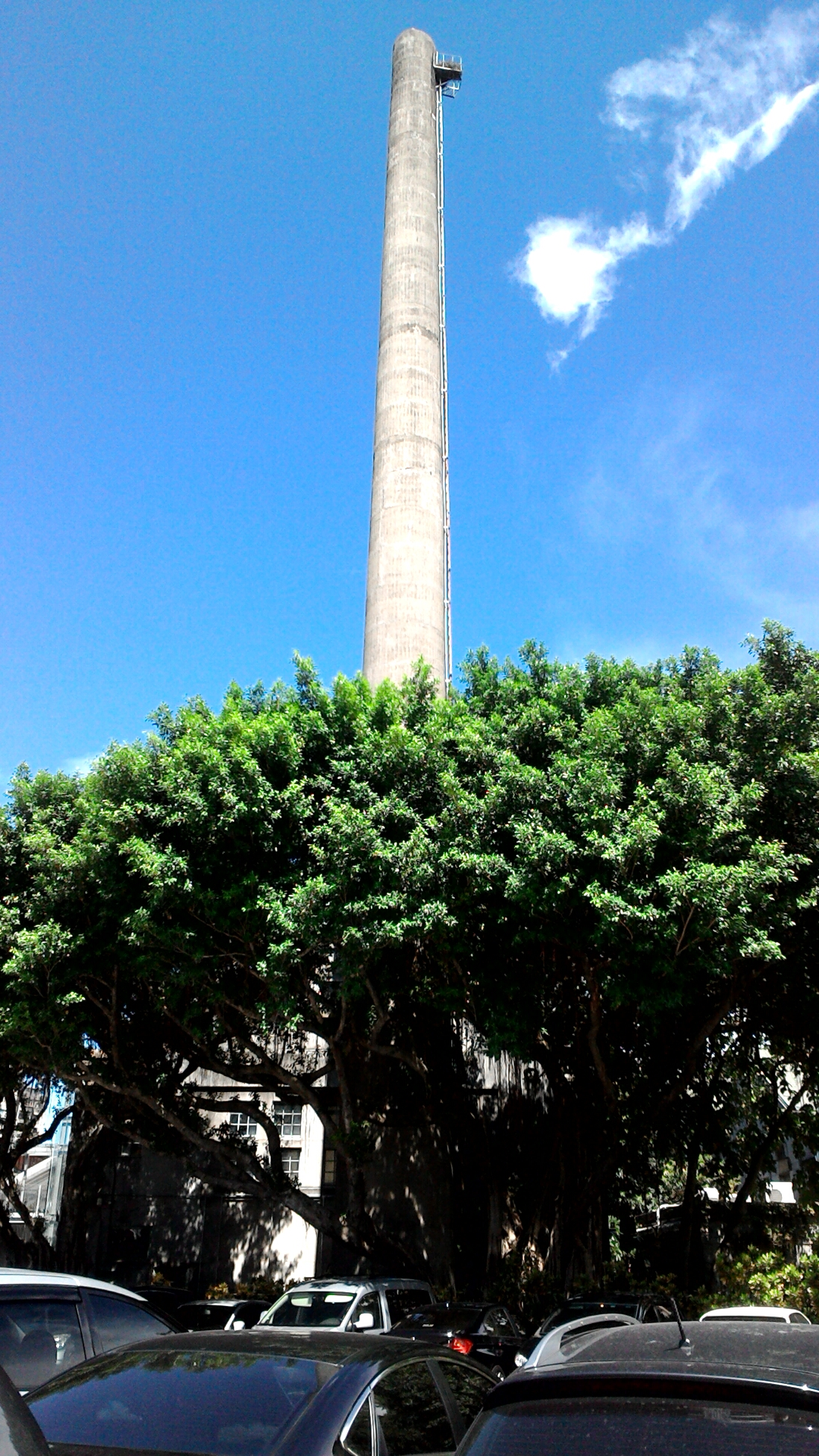
煙囪。

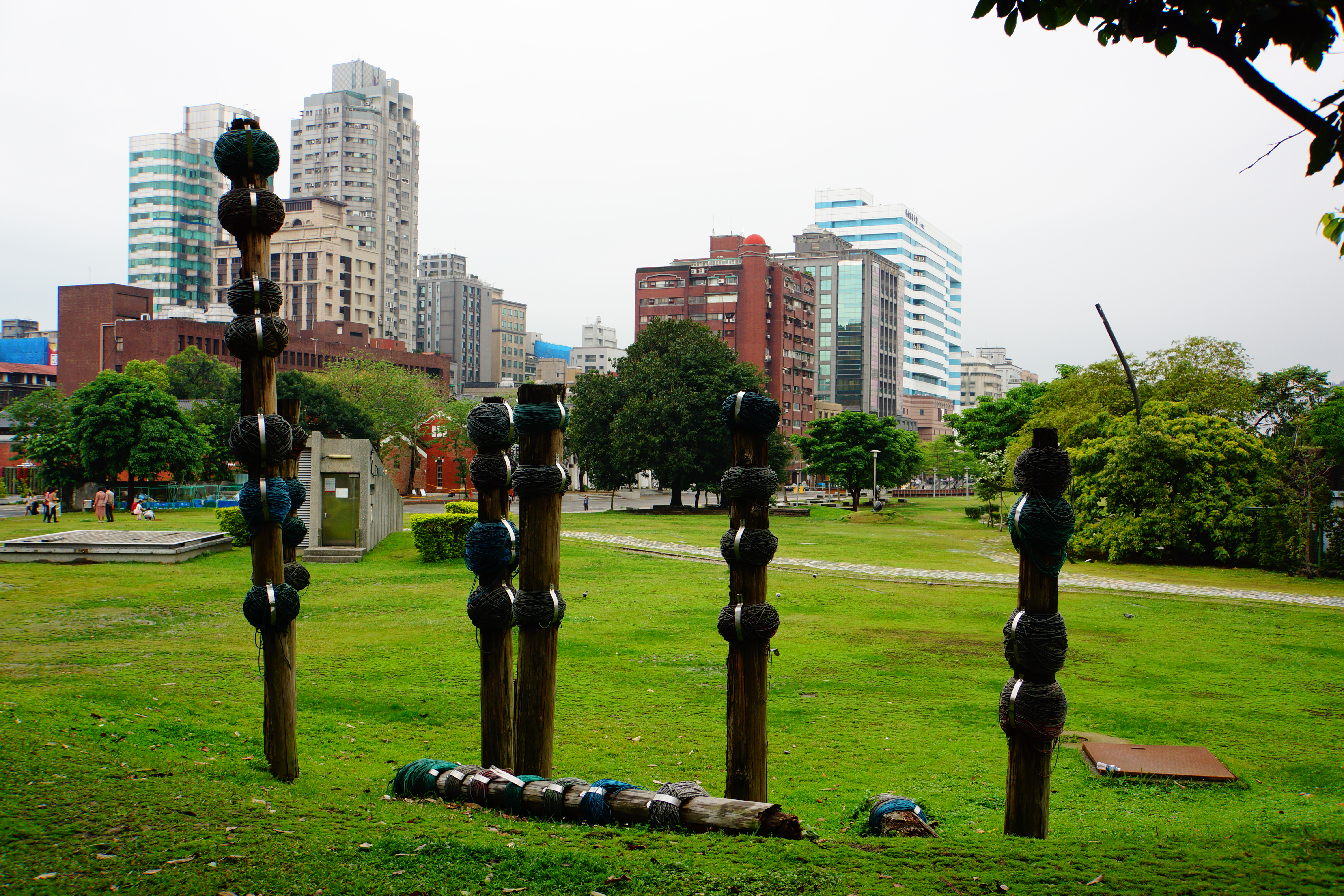
雕塑

經過一年封園全面整修之後，結合了舊廠區及公園區的「華山創意文化園區」，於2005年底重新開園，先行提供藝文界及附近社區居民使用。2007年11月6日，遠流出版公司、仲觀設計顧問公司與國賓大飯店共同創辦的「台灣文創發展股份有限公司」正式與文建會簽約，取得《華山創意文化園區文化創意產業引入空間整建營運移轉計畫案》（簡稱《華山園區ROT案》）「未來15年加10年」的整建及營運權。2007年12月6日，台灣文創發展公司正式進駐，「華山1914文化創意產業園區」正式營運。
華山文創園區至今已舉辦多次藝文展演活動，園區內的舊建築物翻新、裝置藝術，吸引民眾前來參觀、拍照，也是台北地區婚紗照的熱門拍攝地點。

## 地理位置
華山文創園區的歷史，最早可追溯至1916年。華山文創園區位於台北市中正區忠孝東路、八德路交叉路口及金山南路、金山北路交叉口一帶，鄰近捷運板南線忠孝新生站。佔地72,000平方公尺，主要為四連棟、烏梅酒廠、辦公室、果酒禮堂、行政大樓、藝術大街、華山劇場、精緻樟腦工廠（紅磚區）等。

### 華山町
因為「華山町‧藝術生活市集」、「華山町‧耶誕響叮噹」、「華山町百攤‧擺攤」等以「華山町」為名的主題活動的在該園區舉辦，所以也有人將該園區和周邊一帶稱為「華山町」。而日治時期當地的確有「樺山町」行政區劃。

## 交通

### 台北捷運
- 板南線、 中和新蘆線 忠孝新生站1號出口歩行約3分鐘至5分鐘。
- 板南線善導寺站6號出口歩行約5分鐘至10分鐘。

## 相關事件

### 華山塗鴉
2006年，塗鴉客Bbrother與八名同伴於半夜潛入華山1914文化創意產業園區塗鴉並損毀烏梅酒廠，文建會因而報警並循線抓到Bbrother。面對三年至五年有期徒刑，Bbrother發表聲明並發起網路連署，批評起訴的文建會具有雙重標準。包括文化界與藝術界，有三百多名學者與藝術家聲援Bbrother。文建會主委邱坤良與Bbrother會見並表達善意，並撤回告訴。

## 外部連結
- 華山1914創意文化園區官網 （页面存档备份，存于）（简体中文）（繁體中文）（英文）
- 華山1914文化創意產業園區的Facebook專頁
- 華山1914文化創意產業園區的Instagram帳戶
- YouTube上的華山1914文化創意產業園區頻道
- 臺北酒廠－文化部文化資產局 （页面存档备份，存于）
- 臺北酒廠－四連棟－文化部文化資產局 （页面存档备份，存于）
- 臺北酒廠－米酒作業廠－文化部文化資產局 （页面存档备份，存于）
- 原樟腦精製工場－文化部文化資產局 （页面存档备份，存于）
- 華山1914文化創意產業園區-臺北旅遊網
- 華山文創園區周邊咖啡美食專輯 （页面存档备份，存于）